# Milorad Mažić
Milorad Mažić, född 23 mars 1973 i Vrbas, Serbien (Vojvodina) är en serbisk före detta internationell fotbollsdomare. Mažić blev internationell Fifa-domare 2009.